# Rudik Kazandżian
Rudik Kazandżian (ur. 8 stycznia 1968) – cypryjski bokser, zdobywca brązowego medalu na Igrzyskach Wspólnoty Narodów 1998 w Kuala Lumpur w kategorii papierowej, dwukrotny brązowy medalista igrzysk śródziemnomorskich w roku 1997 i 2001, wielokrotny uczestnik mistrzostw świata oraz mistrzostw Europy. Jest jednym z najbardziej utytułowanych cypryjskich bokserów w historii. W roku 1987 i 1990 zdobywał brązowe medale na Mistrzostwach ZSRR.

## Kariera
We wrześniu 1986, jako reprezentant ZSRR zdobył brązowy medal na Mistrzostwach Europy Juniorów 1986 w Kopenhadze. W ćwierćfinale mistrzostw pokonał wyraźnie na punkty Anglika Iana Langa, a w półfinale przegrał nieznacznie na punkty (2:3) z Bułgarem Serafimem Todorowem.
Trzykrotnie reprezentował Cypr na mistrzostwach świata w roku 1997, 1999 i 2001 najdalej dochodząc do 1/8 finału podczas Mistrzostwa Świata 2001 w Belfaście.